# Q36.5 Continental Cycling Team
Das Q36.5 Continental Cycling Team  war ein italienisches Radsportteam mit Sitz in Lucca.

## Organisation und Geschichte
Das Team wurde zur Saison 2016 unter dem Namen Dimension Data for Qhubeka als Nachwuchsteam für das UCI WorldTeam Qhubeka NextHash, zum damaligen Zeitpunkt Team Dimension Data, gegründet. Ziel ist es vor allem, talentierten afrikanischen U23-Rennradfahrern den Weg zum Profi-Radsportler zu ermöglichen. Seinen Sitz hatte das Team zunächst in Südafrika, von 2018 bis 2024 war es offiziell in Italien registriert.
Das Team beschäftigte ausschließlich U23-Fahrer und förderte insbesondere Radrennfahrer aus Afrika. Während seines Bestehens brachte es bekannte Fahrer wie Stefan de Bod, Natnael Tesfatsion, Henok Mulubrhan and Ryan Gibbons hervor. Als italienische Fahrer schafften unter anderem Matteo Sobrero, Luca Mozzato and Samuele Battistella den Sprung in den Profiradsport.
Nach Auflösung von Qhubeka NextHash wurde das Team zur Saison 2023 in die Strukturen des Q36.5 Pro Cycling Teams als offizielles Development Team integriert. Nach zwei Jahren des Bestehens entschied sich das Management von Q36.5, das Development Team aufzulösen und sich voll auf das ProTeam zu konzentrieren.

## Siege des Teams
| Rennserie                 | 2016 | 2017 | 2018 | 2019 | 2020 | 2021 | 2022 | 2023 | 2024 |
| ------------------------- | ---- | ---- | ---- | ---- | ---- | ---- | ---- | ---- | ---- |
| UCI Continental Circuits  | 4    | 6    | 4    | 6    | -    | -    | -    | -    | 1    |
| nationale Meisterschaften | 1    | 1    | 1    | 3    | -    | 2    | -    | 1    | -    |

## Platzierungen in UCI-Ranglisten
UCI-Weltrangliste
| World Ranking | World Ranking | World Ranking               | World Ranking |
| Jahr          | Teamwertung   | Einzelwertung               |               |
| ------------- | ------------- | --------------------------- | ------------- |
| 2016          | —             | Metkel Eyob (563. )         |               |
| 2017          | —             | Joseph Areruya (524. )      |               |
| 2018          | —             | Matteo Sobrero (509. )      |               |
| 2019          | 48.           | Samuele Battistella (248. ) |               |
| 2020          | 53.           | Natnael Tesfatsion (150. )  |               |
| 2021          | 65.           | Antonio Puppio (395. )      |               |
| 2022          | 114.          | Nicolò Parisini (970. )     |               |
| 2023          | 75.           | Hamza Amari (369. )         |               |
| 2024          | —             | Alessio Portello (1741. )   |               |
|               |               |                             |               |
| Quelle: UCI   |               |                             |               |

UCI Europe Tour
| Saison | Mannschaftswertung | Fahrerwertung                  |
| ------ | ------------------ | ------------------------------ |
| 2016   | 94.                | Ryan Gibbons (598.)            |
| 2017   | 93.                | Amanuel Ghebreigzabhier (360.) |
| 2018   | 78.                | Matteo Sobrero (343.)          |

UCI Africa Tour
| Saison | Mannschaftswertung | Fahrerwertung         |
| ------ | ------------------ | --------------------- |
| 2016   | 4.                 | Metkel Eyob (20.)     |
| 2017   | 2.                 | Joseph Areruya (13.)  |
| 2018   | 7.                 | El Mehdi Chokri (30.) |